# † (album)
†, ook wel "Cross" genoemd, is het debuutalbum van het Franse electrohouseduo Justice dat uitkwam op 11 juni 2007 wereldwijd en op 10 juli 2007 in de Verenigde Staten. Het album bevat al eerder uitgebrachte nummers als "Waters of Nazareth", "D.A.N.C.E.", "Phantom", "Let There Be Light" en "One Minute to Midnight". Het nummer "Genesis" werd gebruikt in een televisieaflevering van de Amerikaanse serie Shark en in 2008 werd het gebruikt in commercials voor de Cadillac Escalade. Het nummer "D.A.N.C.E." gaat over en is opgedragen aan Michael Jackson. Het album was tijdelijk te verkrijgen via Justice's Myspace-pagina.
Het album werd genomineerd voor beste elektronica-album, beste danceopname (voor "D.A.N.C.E.") en beste video (wederom voor "D.A.N.C.E.") bij de 50ste Grammy Awards.

## Nummers
1. "Genesis" - 3:54
2. "Let There Be Light" - 4:55
3. "D.A.N.C.E." - 4:02
4. "Newjack" - 3:36
5. "Phantom" - 4:22
6. "Phantom Pt. II" - 3:20
7. "Valentine" - 2:56
8. "Tthhee Ppaarrttyy" (met Uffie) - 3:46
9. "DVNO" (met Mehdi Pinson) - 3:56
10. "Stress" - 4:58
11. "Waters of Nazareth" - 4:25
12. "One Minute to Midnight" - 3:40
13. "D.A.N.C.E." (oefenversie) (Japans bonusnummer) - 4:29

## Bijzonderheden
- "Genesis" bevat een sample (geluidsfragment) van het nummer "In Da Club" van 50 Cent.
- "Newjack" bevat een sample van het nummer "You Make Me Wanna Wiggle" van The Brothers Johnson.
- "Phantom" en "Phantom Pt. II" bevatten een sample van het hoofdnummer van de soundtrack van Tenebrae van Goblin.
- "Tthhee Ppaarrttyy" bevat een sample van het nummer "Stay Fly" van Three 6 Mafia.
- "Stress" bevat een sample van het nummer "Night on Disco Mountain" van David Shire en van het nummer "Jocko Homo" van Devo.